# Diego Valverde Villena

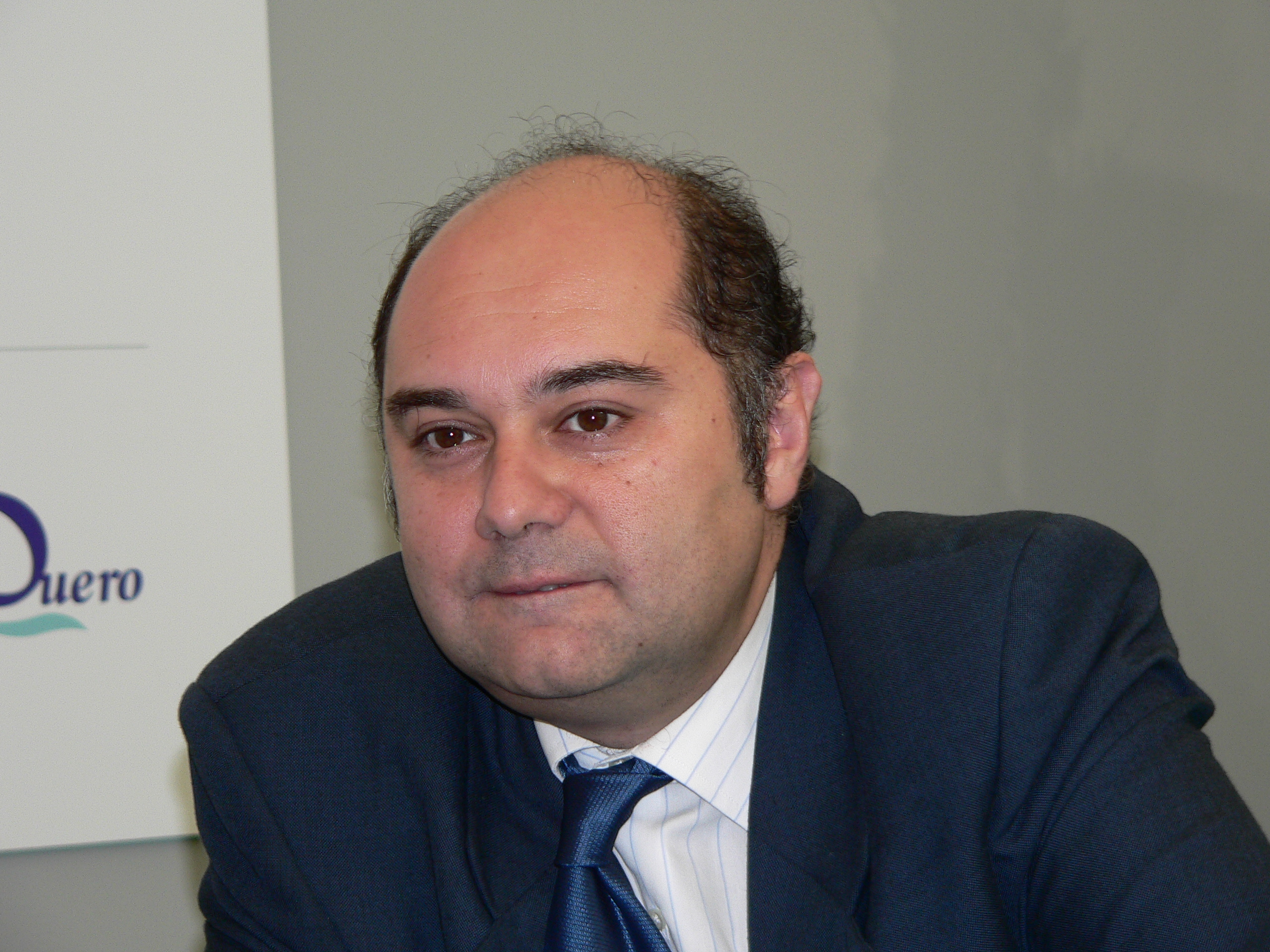
Diego Valverde Villena (2008)

Diego Valverde Villena (* 6. April 1967 in Lima, Peru) ist ein peruanischer und spanischer Dichter und Übersetzer.

## Leben
Diego Valverde Villena studierte Hispanistik, Anglistik und Germanistik an der Universität Valladolid. Er lehrte an der staatlichen Universität San Andrés in La Paz, Bolivien, sowie als Gastprofessor an mehreren europäischen und amerikanischen Universitäten.
Valverde übersetzte Werke der Autoren E.T.A. Hoffmann, Paul Celan, Hilde Domin, Gottfried Benn, Mascha Kaléko, Rose Ausländer, John Donne, George Herbert, Ezra Pound, Emily Dickinson, Rudyard Kipling, Arthur Conan Doyle, Valery Larbaud, Paul Éluard, Nuno Júdice und Jorge de Sousa Braga. Sein neustes lyrisches Werk Feuerzungen, erschienen in der Edition Faust im Jahr 2024 ist eine Sammlung von Liebesgedichten. 

## Werke
Gedichte
- El difícil ejercicio del olvido, La Paz, Bolivien, 1997
- Chicago, West Barry, 628, 2000
- No olvides mi rostro, Madrid, 2001
- Infierno del enamorado, Valladolid, 2002
- El espejo que lleva mi nombre escrito, Kairo, 2006
- Shir Hashirim, Madrid, 2006
- Un segundo de vacilación, La Paz, Bolivien, 2011
- Panteras, Madrid, 2015
- Una granada entreabierta. Poesía reunida 1995-2022, Plural editores, La Paz, 2023
- Feuerzungen, Edition Faust, Frankfurt am Main, 2024
  - Kürzlich rezensiert worden von Lisa Evertz

Essays
- Dominios inventados, La Paz, Bolivien, 2013 (2017)

- Para Catalina Micaela: Álvaro Mutis, más allá del tiempo, UMSA, La Paz, Bolivien, 1997
- „El espejo de la calle Gaona: los pasadizos entre ficción y realidad en Jorge Luis Borges“, in: Clarín, 32, 2001
- „Los caminos de T. S. Eliot“, in: Renacimiento, Sevilla, 2008
- Vetas literarias. Ensayos de un ensayador potosino, La Paz, Plural, 2022